# Wasserwerk Spiesermühltal

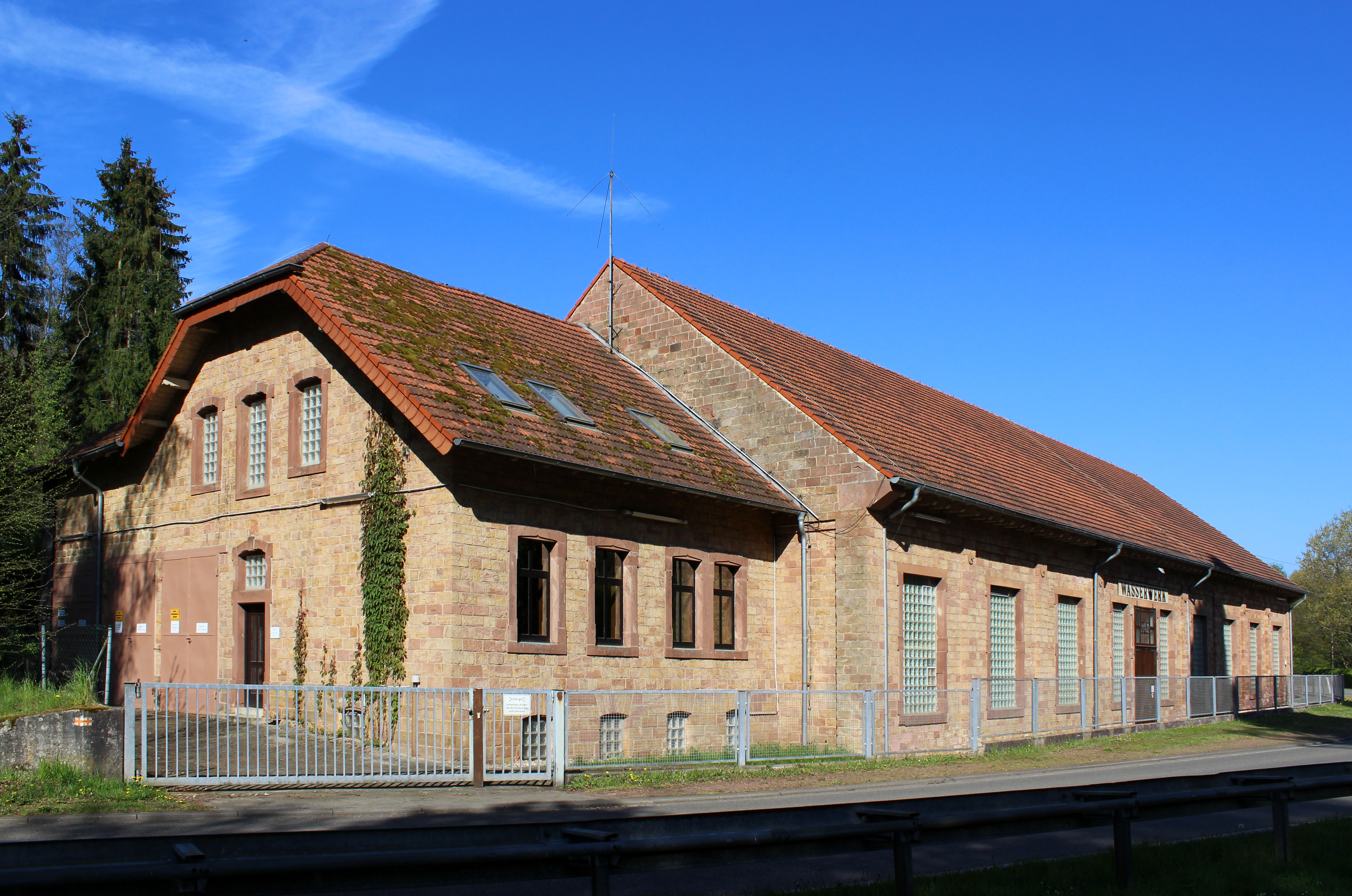
Wasserwerk Spiesermühltal

Das Wasserwerk Spiesermühltal liegt am südlichen Rand von Spiesen-Elversberg nach Rohrbach hin nur wenig oberhalb der Spieser Mühle auf etwa 275 m Höhe. Es versorgt seit 1900 die nördlich und westlich gelegenen saarländischen Gemeinden mit Trinkwasser. Das Werksgelände im Tal des Spieser Mühlenbaches, eines Zulaufs des Kleberbaches, wird von der L 241 in Nord-Süd-Richtung gekreuzt, westlich dieser Straße liegen die Werksgebäude, östlich das Brunnengelände.

## Geschichte
Der Bau des Wasserwerks Spiesermühltal wurde erforderlich, weil das seit 1881 von den Saarbergwerken betriebene und zuletzt zwischen 1889 und 1895 erweiterte Wasserwerk Saarbrücken-Malstatt mit einer Tagesleistung von 5400 m³ dem steigenden Wasserverbrauch nicht mehr gewachsen war – auch, weil das Versorgungsgebiet immer größer wurde. Es gab in den 1890er Jahren auch sechs Typhusfälle, die zwar nicht auf das Wasser zurückzuführen waren, aber bei genauen Untersuchungen stellte das Fresenius-Institut in Wiesbaden einen sehr hohen Salpetersäure-Wert fest.: S. 55 Zudem sank die Wasserqualität der Saar durch Industrie- und Hausabwässer: S. 92, und es traten immer häufiger Rohrbrüche wegen Bergsenkungen an der 18 km langen Druckleitung ins Fischbachtal auf, so dass eine sichere Wasserversorgung nicht mehr gewährleistet war.
Für den Bau wählte man bewusst einen Standort im östlichen Versorgungsgebiet. Eine erste Standortsuche im Rohrbachtal zwischen St. Ingbert und Rohrbach war gescheitert. Der Einspruch kam von dem dortigen Wald- und Eisenwerksbesitzer Oskar Krämer, der Einschränkungen für sein eigenes, unterhalb der Stadt gelegenes Werk befürchtete und Kaufanfragen für eine Rohrtrassierung durch seinen Wald ablehnte. Neue Brunnenbohrungen im Sulzbachtal kamen nicht in Frage, da die vorhandenen Quellen kaum die erforderlichen Wassermengen erbringen konnten. Auch Probebohrungen rund um den Standort der Grube Heinitz waren negativ.: S. 94
Im September 1897 wurde vom Gemeinderat Friedrichsthal zusammen mit der Gemeinde Rentrisch: S. 55 ein Gutachten in Auftrag gegeben, in dem die vom Rat gebildete „Brunnenkommission“ bei der Standortsuche unterstützt werden sollte. Bereits im Oktober desselben Jahres interessierte man sich von Seiten der Gemeinde Friedrichsthal zusehends für das Spiesermühltal. Zur selben Zeit richtete sich auch von Bergwerksseite der Blick auf dieses Tal abseits größerer Verkehrswege oder anderer Infrastruktur. Noch im Oktober 1897 kaufte die Gemeinde Friedrichsthal die Spieser Mühle für 18.000 Mark, versprach, den ehemaligen Mühlenbesitzer Johann Gergen als Maschinenwärter einzustellen, und begann mit Probebohrungen.
Die Bergwerksdirektion gab die Hoffnung, Wasser im Spiesermühltal zu gewinnen, dennoch nicht auf:

„Erst, nachdem die Gemeinde Friedrichsthal die Mühle mit den dazugehörigen Mühlengraben und sonstigen Grundbesitz gekauft und eine in Jagdkostüm auftretende geheime Kommission sich nach der Besichtigung des von der Gemeinde Friedrichsthal hergestellten ersten Bohrloches von dem guten Ergebnis der Wasserlieferung der Quelle überzeugt hatte, trat die Bergverwaltung der Absicht näher, im Spieser-Mühlental ebenfalls ein Wasserwerk zu errichten. Die Grubenverwaltung ließ daraufhin durch Bierbrauereibesitzer Schmidt in Neunkirchen Wiesen im Mühlen- und Schlangental ankaufen. Der Zweck dieser Käufe wurde zwar nicht zugegeben, aber niemand hatte daran gezweifelt, daß es sich nur um Land für eine große Wasserwerksanlage handelte, die, wie man sich erzählte, die Wasserversorgung des ganzen oberen Saarreviers sicherstellen sollte.“

Überregionale Schlagzeilen in Sachen Wasser machte der Konflikt zwischen der Halbergerhütte in Brebach und der Gemeinde St. Johann. Um späteren Konflikten bei der Wasserversorgung vorzubeugen, versuchte der Bergfiskus zweigleisig, den Kommunen das Wasser eigener Wasserwerke abzugraben. Zum einen veranlasste er beim Bezirksausschuss in Trier, die vom vorinstanziellen Kreisausschuss bewilligte Zusage einer Anleihe bei der Landesbank Düsseldorf zu untersagen. Dies mit der Begründung, als Träger großer Gemeindelasten habe er großes Interesse an sinnvollem Einsatz von Steuereinnahmen. Zum anderen versuchte er, auf die Kommunen einzuwirken, Wassergenossenschaften zu gründen und die Gemeinden so an der Wassergewinnung zu beteiligen. Da die Gemeinde Friedrichsthal aber eine unabhängige Wasserversorgung befürwortete, ging sie gegenüber dem Bergfiskus nicht auf diesen Vorschlag ein. Die Gemeinde bot ihrerseits den Bergwerken die Abgabe von Wasser an, auch unter der Maßgabe, gegebenenfalls ihre Werke dafür zu vergrößern. Da der Gemeinderat mit vielen Mitarbeitern des Bergwerks durchsetzt war, setzte es sich langfristig und nach zähen Verhandlungen durch. Friedrichsthal erhielt dafür das Wasser zum „Großabnehmerpreis“, Spiesen, durch das das Wasser durchgeleitet werden musste, erhielt es zum „Selbstkostenpreis“. Diese Offerte konnte oder wollte Friedrichsthal seiner Nachbargemeinde Spiesen nicht geben.: S. 95

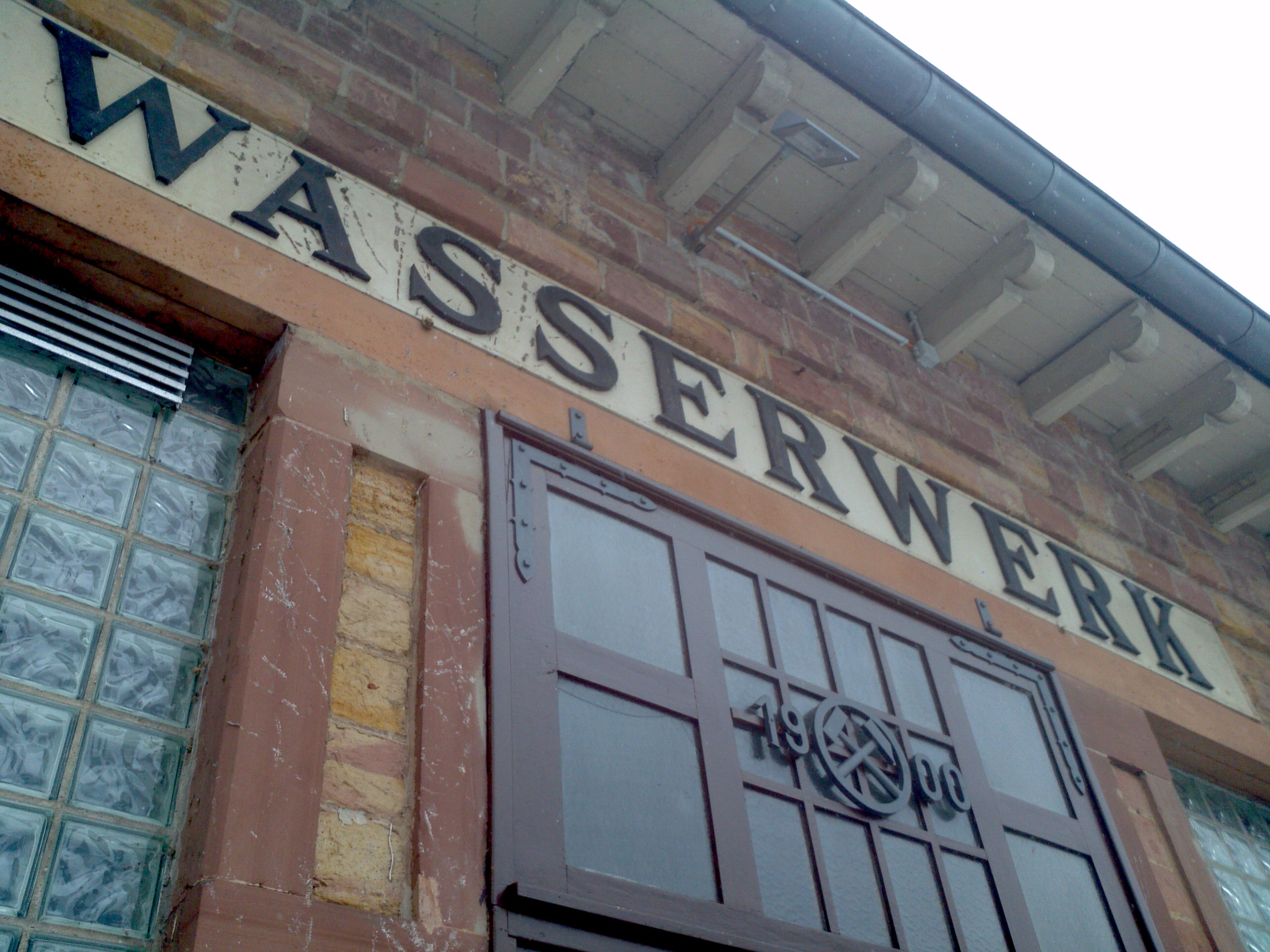

1898 wurde das erforderliche Grundstück von der Grubenverwaltung erworben, im Jahr darauf begannen die Bohrungen für drei Senkschächte, die als Sammelbrunnen dienten. Außerdem wurde das Brunnenhaus gebaut und zwei Elektromotoren aufgestellt. Diese Motoren bezogen ihre Energie über eine 5000-V-Freileitung von der Grube Heinitz, wo überschüssiger Dampf der dortigen Kokerei in Strom umgewandelt wurde. Im Wasserwerk übertrugen die Elektromotoren per Transmission ihre Kraft auf die Doppelplungerpumpen. Eine dieser Pumpen ist vor Ort noch so zu besichtigen. Das geförderte Wasser wurde zum Hochbehälter auf der Bildstocker Höhe gepumpt. Gleichzeitig mit der Einweihung des Wasserwerkes Spiesermühltal wurde das Pumpwerk Brefeld stillgelegt und das Wasser aus Malstatt nicht mehr nach Bildstock befördert. 1900 waren 754 Haushaltungen angeschlossen, die 139.000 m³ Wasser verbrauchten. Sämtliche öffentliche Brunnen waren zum 1. November 1899, dem Tag der Übernahme vom Spiesermühltal, geschlossen worden.: S. 98
Die Senkschächte wurden auf fünf Meter Breite angelegt und waren zwischen fünf und sechseinhalb Meter tief. Zusätzlich wurden 22 weitere Bohrlöcher zur Wassergewinnung geteuft, die zwischen 13 und 108 Meter tief waren. Gefördert wurde das Wasser durch Mammut- und Kreiselpumpen.
An dieses Wasserwerk waren die Gruben Heinitz, Dechen, Friedrichsthal, Maybach, Göttelborn, König, Kohlwald, Reden, Itzenplitz, Brefeld, Camphausen und Altenwald sowie die Orte Holz, Wahlschied, Quierschied, Uchtelfangen, Wiesbach, Humes, Hierscheid, Kaisen, Wustweiler, Merchweiler, Spiesen und Elversberg angeschlossen. Seit 1893 gab es, zuerst mit der Gemeinde Friedrichsthal, Verträge zwischen den Saarbergwerken und den Kommunen zur Belieferung von Trinkwasser. Zunächst wurden damit in Bildstock ein Feuerwehrhydrant und zwei Laufbrunnen gespeist.: S. 92 Mit dem Betrieb dieser weitreichenden und überregionalen Versorgungsmöglichkeit wurde ein entsprechend ausgerichtetes Versorgungsunternehmen gegründet.
Nach der Fertigstellung dieses Betriebes begann man mit dem Bau eines dritten Wasserwerks in Lauterbach, um das westliche Grubenrevier zu versorgen. Es ging 1910 in Betrieb.
Bis in die 1970er Jahre waren insgesamt knapp 100 Bohrungen erfolgt, von denen 2012 noch 61 Brunnenlöcher betrieben werden. Insgesamt stand ein Netz von 370 km Länge mit 13 Hochbehältern zur Verfügung, mit dem 33 Millionen m³ Wasser zu den Verbrauchern transportiert wurden. Eine Schaltwarte am Saarbrücker Hafen steuerte und überwachte alle Anlagen. Mit dem Rückgang des Saarbergbaus betrachtete die Saarbergwerke AG dieses Geschäftsfeld nicht mehr als ihr Kerngeschäft und zog sich am 31. Juli 1998 mit Gründung der SaarWasser GmbH aus der Wasserversorgung zurück.

## Technik

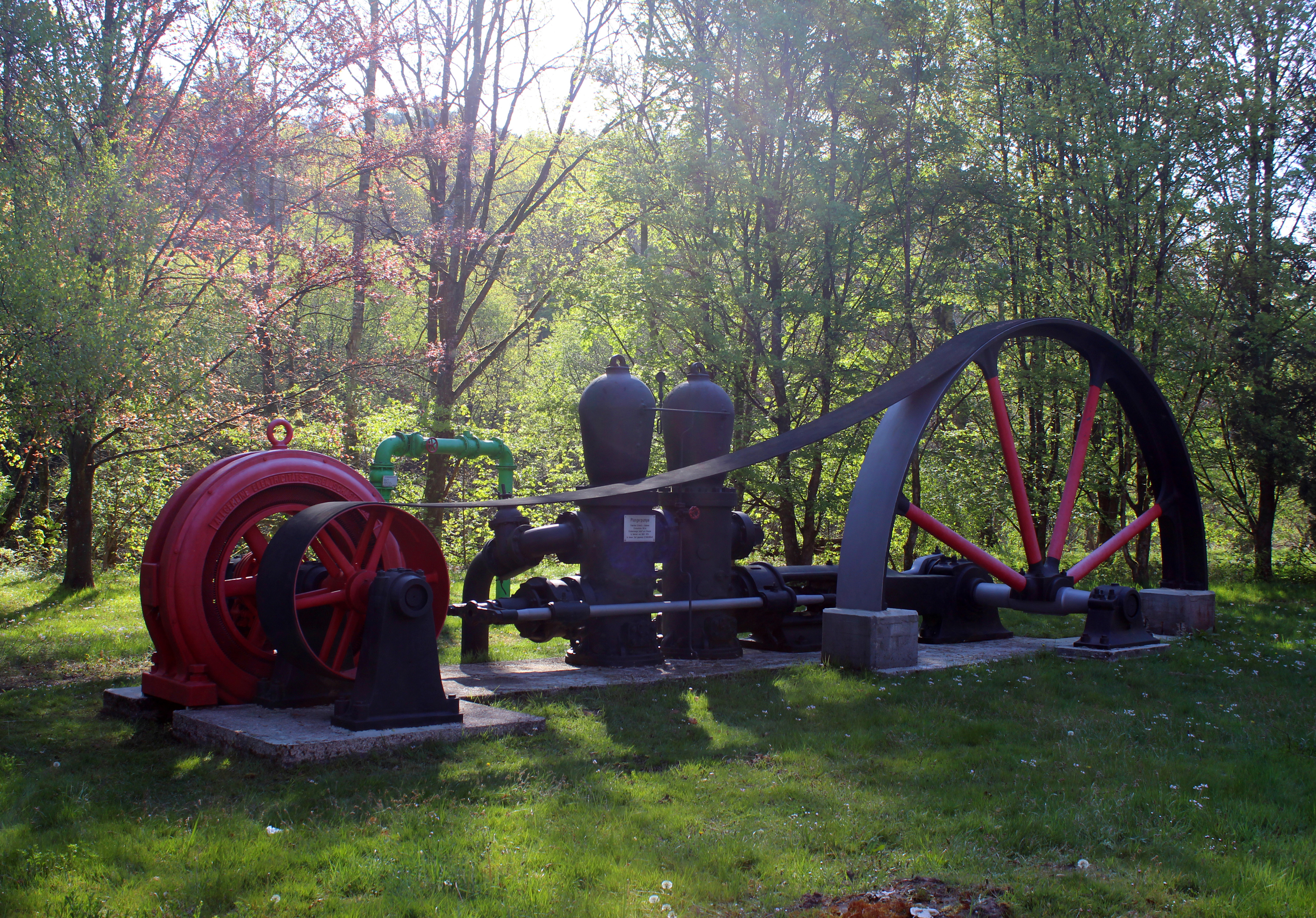
Transmissionsübertragung und Plungerpumpe

Im Pumpenhaus standen zwei doppelständige Plungerpumpen mit einer Förderleistung von je 144 m³/h bei einer Förderhöhe von 180 m, die von zwei 150 PS-Asynchron-Drehstrom-Motoren betrieben wurden. Zwei weitere, mit 150-PS-Motoren gekoppelte, Plungerpumpen standen in Reserve. Diese vier Druckpumpen der Maschinenfabrik Ehrhardt & Sehmer, Saarbrücken, konnten zusammen 11.000 m³ Wasser pro Tag fördern, die elektrische Ausrüstung stammte von der AEG. Die Windkessel der Kolbenpumpen wurden von einem 5-PS-Kompressor gefüllt, zwei weitere dieser Kompressoren dienten dem gleichmäßigen 4-atm-Betriebsdruck der pneumatischen Pumpen.
Bevor das geförderte Wasser mit natürlichem Gefälle in den 700 m³ großen Sammelbehälter floss, wurde es enteisent. Die dafür notwendige Anlage wurde, wie auch die in Malstatt, von der Firma Wasser- und Abwasserreinigung GmbH in Neustadt geliefert und hatte imposante Ausmaße. Notwendig waren sechs parallel geführte, sogenannte Carboferrit-Candy-Pressfilter. Die Zylinder der Filteranlage hatten einen Durchmesser von 2,60 m und waren 2,20 m hoch. Jeder dieser Filter konnte täglich 800 m³ reinigen. Im Abstand von 1440 mm waren in dem Zylinder Flussstahlbleche eingesetzt, die die unterschiedlichen Sedimente voneinander trennten. Die Füllung bestand aus verschieden groben Kiesschichten, in die eine 1040 mm dicke Carboferrit-Schicht eingebracht war. Das Brunnenwasser wurde mit leichtem Überdruck und mit Sauerstoff angereichert in den Filter gepresst und floss am unteren Ende zu der Reinwasserkammer.
Diese Technik war bis 1974 in Betrieb und wurde dann von einer moderneren Anlage an gleicher Stelle ersetzt.